# Anna Fjodorowna Wolkowa
Anna Fjodorowna Wolkowa (russisch Анна Фёдоровна Волкова; † 1876 in St. Petersburg) war eine russische Chemikerin.

## Leben
Da Frauen im Russischen Kaiserreich nicht zum Studium zugelassen wurden, erwarb Wolkowa ihr Wissen in St. Petersburg Ende der 1860er Jahre in den öffentlichen Kursen der Professoren der Universität St. Petersburg.
Ab 1869 arbeitete Wolkowa bei Pawel Alexandrowitsch Latschinow in Alexander Nikolajewitsch Engelhardts Laboratorium im St. Petersburger Forst-Institut und ab 1870 in Pjotr Arkadjewitsch Kotschubeis Laboratorium sowie im Laboratorium der Universität St. Petersburg bei Alexander Michailowitsch Butlerow. Als weltweit erste Frau erhielt sie das Diplom für Chemie. Unter Dmitri Iwanowitsch Mendelejews Leitung führte sie praktische Übungen für die Studentinnen in den St. Petersburger öffentlichen Wladimir-Kursen durch.
1870 erschien in der Zeitschrift für Chemie der Artikel über die von ihr erstmals hergestellte reine ortho-Toluolsulfonsäure und deren Chloranhydrid und Amid, die später als Grundlage für die Saccharin-Herstellung benutzt wurden. Wolkowa gehörte zu den größten Experten für die Untersuchung von Toluolsulfonsäuren. Sie erhielt para-Trikresylphosphat, das später als Weichmacher in der Kunststoffindustrie eingesetzt wurde. Aufgrund ihrer Arbeiten wurde sie als erste Frau in die Russische Chemische Gesellschaft aufgenommen. In der Zeitschrift der Russischen Chemischen Gesellschaft veröffentlichte sie 1870–1873 etwa 20 Fachartikel.
Wolkowa starb in Krankheit und Armut.
Der Venuskrater Volkova trägt Wolkowas Namen.